# Albert Ádám
Albert Ádám (Budapest, 1990. október 16. –) magyar labdarúgó, jelenleg a Dorogi FC játékosa. Archiválva 2019. július 4-i dátummal a Wayback Machine-ben

## Pályafutása
Első mérkőzését a magyar labdarúgó bajnokság első osztályában 2012. július 27-én, a Szombathelyi Haladás ellen játszotta.